# あおはるデミデイズ
『あおはるデミデイズ』は、猫星にゃ～による日本の4コマ漫画作品。コミックスマートが運営するウェブコミック配信サイト『GANMA!』にて、第一部は2016年11月4日から2018年まで掲載。連載中。単行本はTOブックスより刊行されている。2018年8月現在、既刊1巻。第一部は2019年5月14日まで連載された。

## あらすじ
思春期を迎えると、身体に動物や異形の特徴が現れる事が有る世界。異形の特徴が現れた「亜人」と、そうでない「人間」は、そんな見た目など関係なく、恋をする。

## 概要
オムニバス形式となっており、話によって主人公が異なる。

## 登場人物

### 優くんとミノちゃん編
優（ゆう）
この章の主人公。美濃の事が好きだが素直になれず、ついついデブとか言ってしまい、その度に張り倒されている。当初は髪を脱色していたが、美濃に黒髪の方が良いと言われて元に戻した。
美濃（みの）
この章のヒロイン。牛の特徴を持った亜人で、掌底などの戦闘力も強い。太っているが、デブとか牛とか言われると、怒る。
はな
家庭科部員で、優と美濃の友人。

### 帝くんと有栖川さん編
帝（みかど）
この章の主人公でインキュバスの亜人。オタク趣味の持ち主で有栖川に好意を抱いている。
有栖川（ありすがわ）
この章のヒロイン。オタク趣味の持ち主であることで帝と友人になる。

### 松平くんと久尾さん編
松平（まつだいら）
この章の主人公。風紀委員長で生真面目。
久尾（くお）
この章のヒロイン。キツネの亜人。見た目はギャル。

## 書誌情報
- 猫星にゃー『あおはるデミデイズ』TOブックス、2018年3月1日。ISBN 978-4864726733。